# Kachikał
Kachikał (ros. Кахикал) – wieś w Rosji, w Dagestanie, w rejonie chunzachskim. W 2010 liczyła 339 mieszkańców, głównie Awarów.